# Josef Zihlmann
Josef Zihlmann (* 19. März 1914 in Hergiswil bei Willisau; † 10. Januar 1990 in Willisau) war ein Schweizer Volkskundler, Flurnamen- und Mundartforscher, Mundartdichter, Autor und Publizist.

## Leben und Werk
Josef Zihlmann wuchs im Luzerner Hinterland auf und war von Beruf Kaufmann. Er belegte einen Kurs bei Fritz Wartenweiler und begann in der Folge, Mundartgedichte zu verfassen. Als Autor und Mundarterzähler war Zihlmann unter dem Pseudonym «Seppi a de Wiggere» bekannt. Seine Erzählungen veröffentlichte er in der Zeitung Willisauer Bote, und las daraus in Volksschulen und Volkshochschulen sowie am Radio und an zahlreichen Anlässen. Der Kulturhistoriker und Seminardirektor Lothar Kaiser (* 1934) half, Zihlmanns Bücher u. a. im Hitzkircher «Comenius-Verlag» herauszugeben.
Ab 1967 leitete Zihlmann während vieler Jahre die Heimatvereinigung Wiggertal; später war er deren Ehrenpräsident. Er war Mitglied mehrerer bildungspolitischer und kultureller Gremien und für kurze Zeit Gemeindeammann und Gemeindepräsident von Gettnau. Zihlmann war Ehrenbürger von Hergiswil bei Willisau und Pfaffnau.
1978 verlieh ihm die Philosophische Fakultät der Universität Freiburg im Uechtland den Ehrendoktor. 1982 erhielt er den Innerschweizer Kulturpreis. Auf Anregung von Louis Naef verfasste er zahlreiche Stücke für das Volkstheater.
1984 schenkte Zihlmann seine wissenschaftlichen, volkskundlichen und literarischen Sammlungen dem Kanton Luzern. Anfänglich wurde die Sammlung in der Kommende des Lehrerseminars Hitzkirch gezeigt. Von 1996 bis 2020 wurde sie im Schloss Wyher in Ettiswil aufbewahrt und dann dem Historischen Museum Luzern übergeben.
Zihlmann war seit 1940 mit Caroline, geborene Fischer (1911–2001), verheiratet. Zusammen hatten sie sechs Kinder.